# 펭귄 은하
펭귄 은하(Arp 142)는 돌고래 은하라고도 불리는 상호작용은하들의 쌍이다. NGC 2936과 NGC 2937이 주를 이루며, LEDA 1237172가 꼬리 역할을 한다.

## 구조

### 펭귄의 몸체
NGC 2936은 펭귄의 몸체이다.

### 펭귄의 알
NGC 2937은 아마도 펭귄의 알일 것이다.

### 펭귄의 꼬리
펭귄의 꼬리는 LEDA 1237172이다.

### 펭귄의 꼬리 옆의 혜성
위에서 떨어지고 있는 펭귄의 꼬리 옆의 혜성 역할은 정작, 펭귄의 꼬리 옆의 혜성 부분은 이 은하와 관계없는 항성인 2MASS J09374158+0246330이 맡고 있다.